# نيكار صديقان
نيكار صديقان (بالإنجليزية: Necar Zadegan)‏ هي ممثلة أفلام وتلفزيون أمريكية إيرانية ألمانية ولدت في يوم 20 يونيو 1982 في مدينة هايدلبرغ في ألمانيا، أثناء صغرها إنتقلت للعيش مع عائلتها إلى مدينة سان فرانسيسكو في الولايات المتحدة، مثلت في عدة مسلسلات وأفلام مثل مسلسل 24 وعرض بيرني ماك ونيب توك وإن سي آي إس والوحدة وكيف قابلت أمكما والضياع والدرع وسي إس آي: ميامي. كما مثلت في فلم إيلينا أندون في سنة 2010.

## وصلات خارجية
- نيكار صديقان على موقع IMDb (الإنجليزية)
- نيكار صديقان على موقع ألو سيني (الفرنسية)
- نيكار صديقان على موقع قاعدة بيانات برودواي على الإنترنت (الإنجليزية)
- نيكار صديقان على موقع قاعدة بيانات الفيلم (الإنجليزية)
- نيكار صديقان على قاعدة بيانات الأفلام على الإنترنت
- نيكار صديقان على تويتر
- نيكار صديقان على فيس‌بوك